# Kirnja glavulja
Kirnja glavulja ili kirnja dubinska (lat.  Polyprion americanus) riba iz porodice Polyprionidae, koju zbog velike sličnosti nazivamo kirnja, iako ona ne spada u istu porodicu kao i ostale kirnje (Serranidae). Živi na većim dubinama, dublje od 250 m, tako da je rijetko viđena u prirodi. zabilježeni su primjerci na dubinama većima od 3000 m. Ima izduženu donju čeljust i velike crne oči. Boja joj se kreće od sive (kod mlađih primjeraka) do crnosmeđe. Na sebi ima razne šare, najprepoznatljivija je po bodljama, posebno u predjelu škrga. Živi u kamenim procjepima, a često je se može naći i u olupinama brodova, odakle je i dobila engleski naziv: wreckfish.
Stanište joj je istočni Atlantik od Norveške do Južnoafričke Republike, cijeli Mediteran, zapadni Atlantik od Newfoundlanda do zaljeva Maine, te na obalama Urugvaja i Argentine. Može se pronaći i u zapadnom Indijskom oceanu oko otoka Sv. Paul i Amsterdam, te u Pacifiku, oko Novog Zelanda.
Spada u red ugroženih vrsta.

## Razmnožavanje i prehrana
Ova je riba dvospolac, ne mijenja spol kao ostale vrste kirnja, a razmnožava se u ljetnim mjesecima, ponekad sve do kraja rujna.
Hrani se manjim ribama, te rakovima i glavonošcima. Vrstan je grabljivac.

## Veličina
Može narasti i do 210 cm duljine i preko 100 kg težine.

## Vanjske poveznice
|  | Zajednički poslužitelj ima stranicu o temi Kirnja glavulja |
|  | Wikivrste imaju podatke o taksonu Kirnja glavulja          |